# Ларса

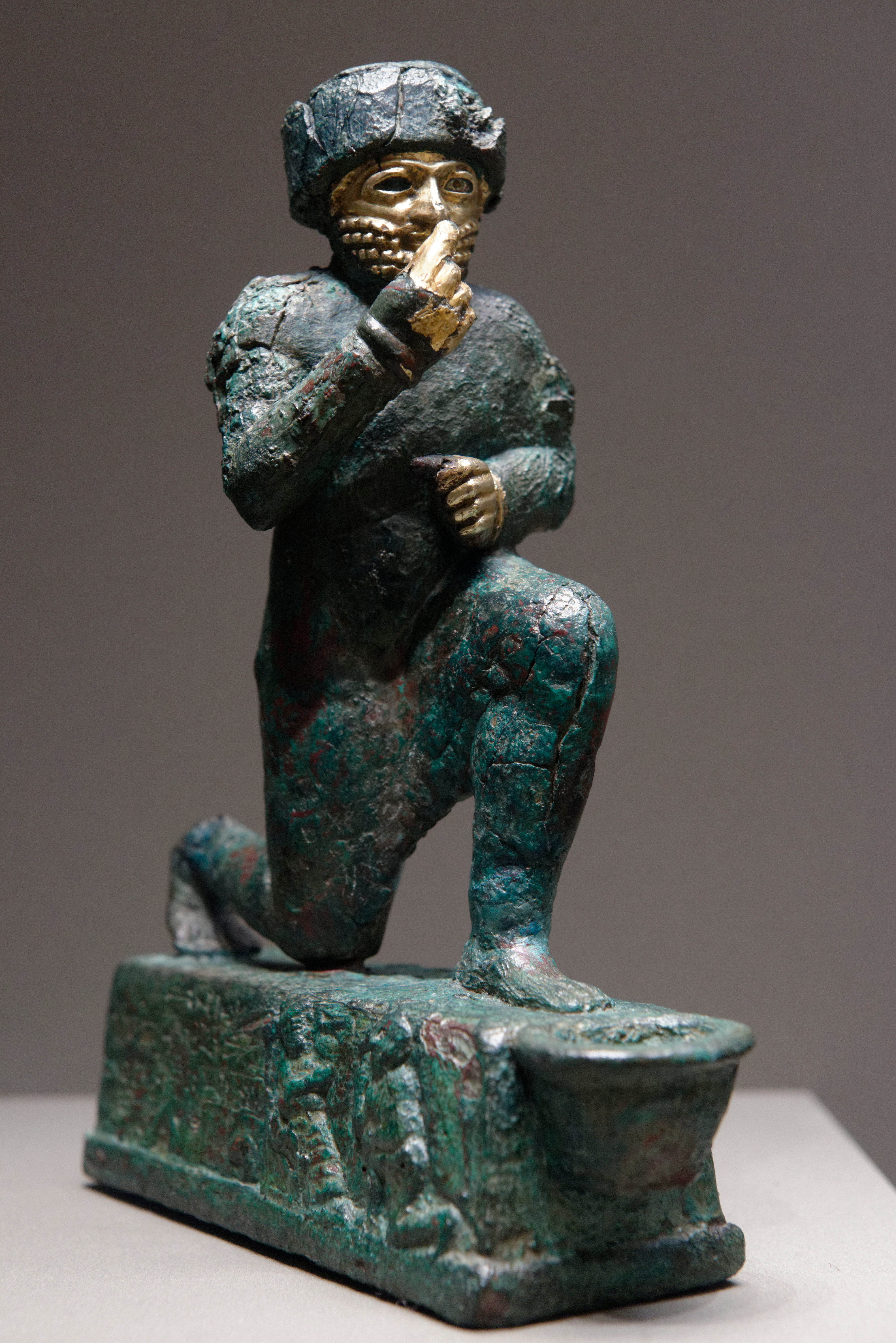
Вотивна скульптура з Ларси, Лувр

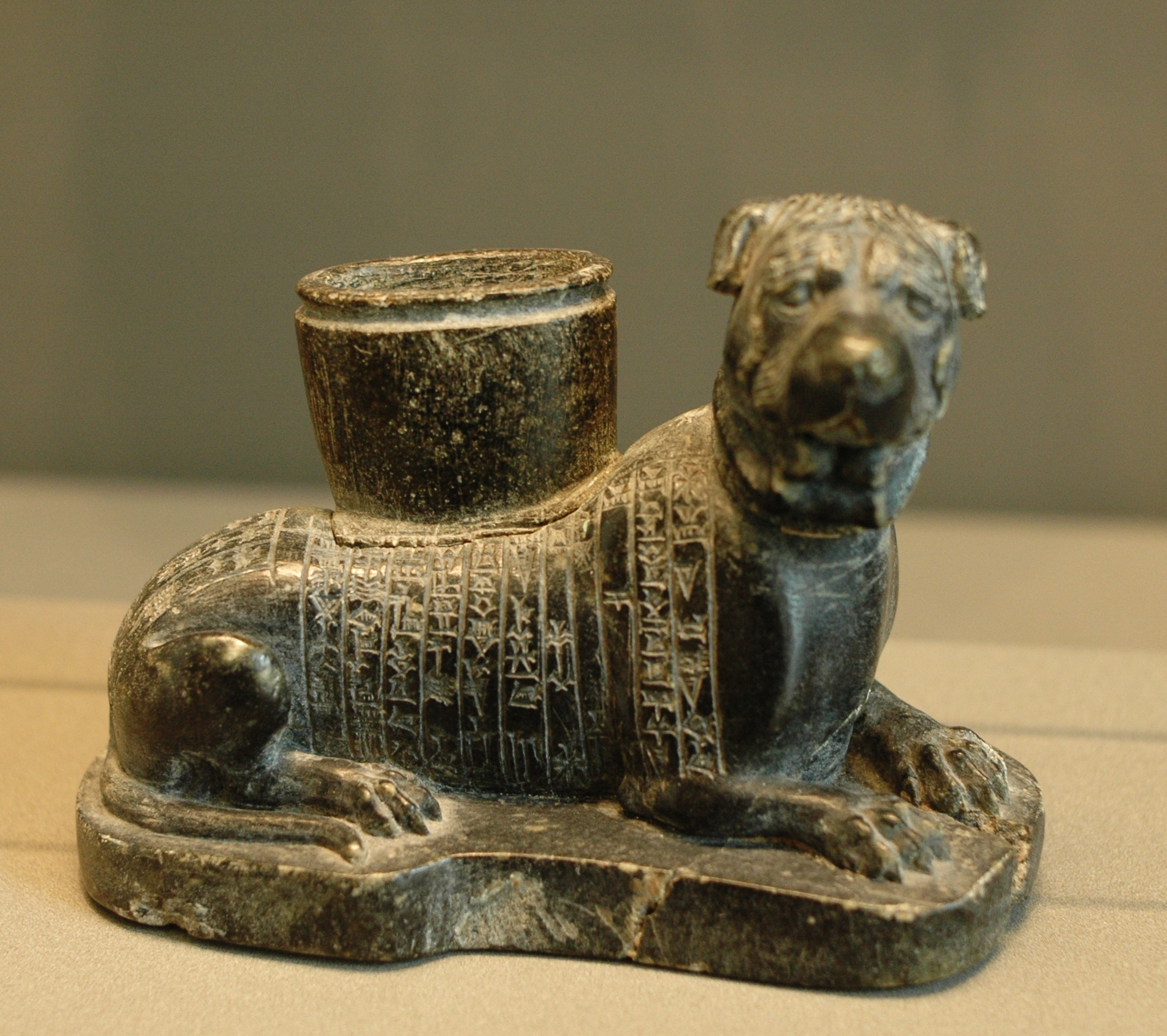
Вотивна скульптура собаки з Ларси, Лувр

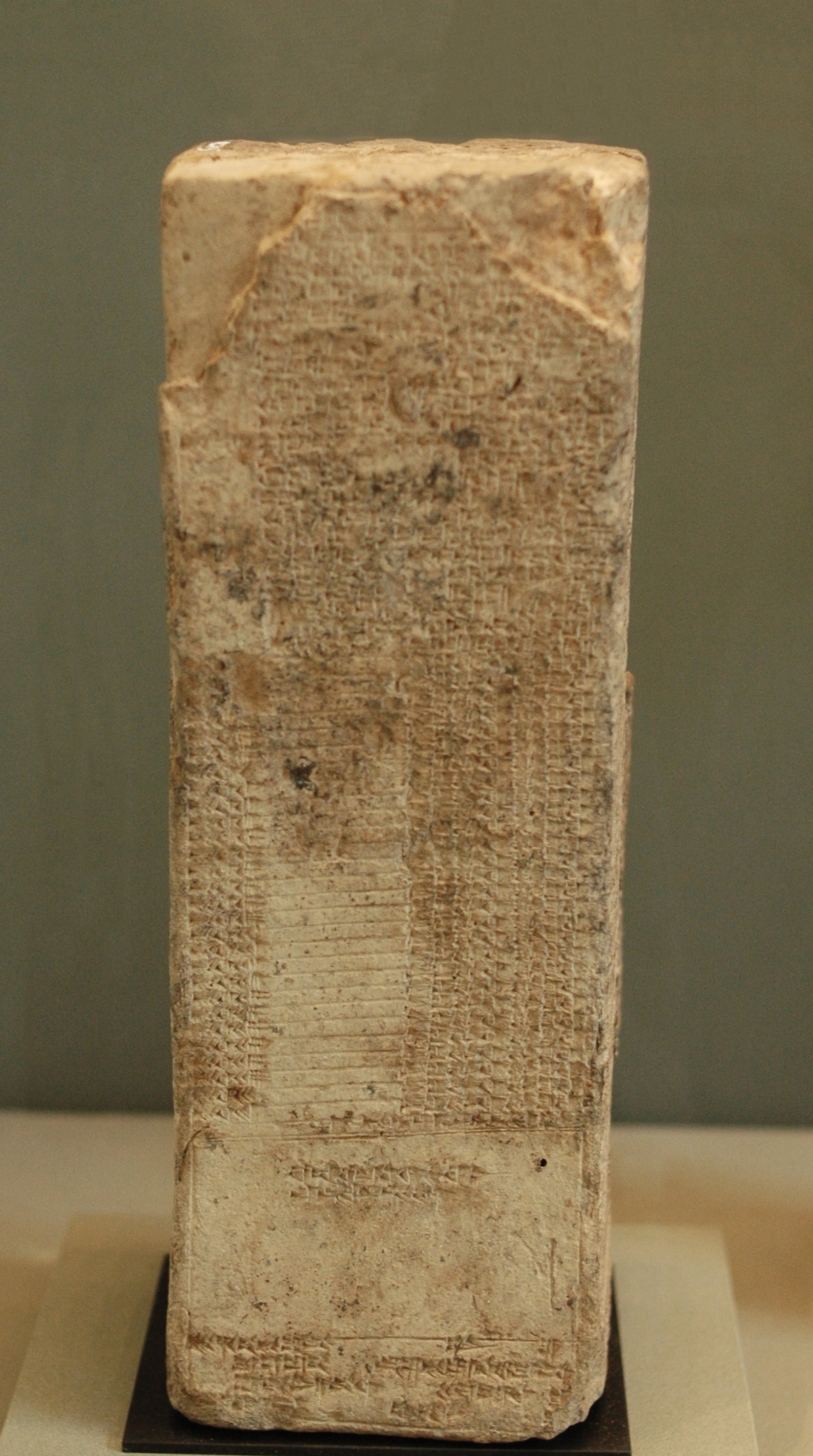
Список царів Ларси, 39-й рік правління Хаммурапі. Лувр.

Ларса — стародавнє шумерське місто, розташоване на території Межиріччя (сучасний Ірак).

## Історія
В останній третині XXI століття до н. е. в регіон Межиріччя вторглися західносемітські пастушачі племена амореїв. Приблизно на початку правління династії Ісіна владу в місті-державі взяв у свої руки правитель іноземного походження Напланум (2025-2005 до н. е.).
Піднесення Ларси починається близько 1932 до н. е., коли на престолі утвердився цар Гунгунум й завдав поразки Уру. Близько 1924 до н. е. він прийняв титул «царя Шумеру та Аккаду». Влада його поширилася на міста Лагаш та Ур. Ларса перехопила торгові зв'язки Ура, що сягали аж до Дільмуна. За сина Гунгума Абісариса амореї зуміли в 1898 до н. е. завдати серйозної поразки царю Ісіна, Ур-Ніпурті. Але період гегемонії Ларси в Межиріччі після цього тривав зовсім недовго — близько 50 років. Вже за царя Нур-Адада її царі втратили контроль над містом Уруком, де почала правити власна династія. За наступників Нур-Адада амореї також втратили місто Ніппур — священне місто Шумеру, володіння яким давало формальний привід іменуватися «царем країни». Один з останніх нащадків Нур-Адада, Цілі-Адад був повалений через кілька місяців після взяття влади. Влада в Ларсі була захоплена одним з вождів аморейського племені ямутбала — Кудурмабугом, який, однак, не прийняв царського титулу і продовжував жити поза міськими мурами.
Близько 1826 до н. е. цар Кудурмабуг зміг відвоювати від Ісіна священне місто Ніппур. Незабаром після цього він проголосив новим царем Ларси свого сина — малолітнього Вараді-Сіна. Однак той раптово помер, і Кудурмабуг посадив на трон іншого свого сина — Рім-Сіна, при якому Ларса пережила свій останній період піднесення.
У 1794 до н. е. Рім-Сін завоював Ісінське царство, але через тридцять років, у 1763 до н. е. Ларса в свою чергу була захоплена царем Вавилонії — Хамурапі, що поклало край існуванню незалежних міст-держав у Нижній Месопотамії, а саме місто Ларса припинило своє існування.

## Правителі Ларси
| Правитель   | Час правління          | Коментар                                           |
| ----------- | ---------------------- | -------------------------------------------------- |
| Напланум    | бл. 1961—1940 до н. е. | сучасник Іббі-Суена з Ур III                       |
| Емісум      | бл. 1940—1912 до н. е. |                                                    |
| Саміум      | бл. 1912—1877 до н. е. |                                                    |
| Забайя      | бл. 1877—1868 до н. е. | син Саміума                                        |
| Гунгунум    | бл. 1868—1841 до н. е. | відвоював незалежність у Ліпіт-Естара з Ісіна      |
| Абісаре     | бл. 1841—1830 до н. е. |                                                    |
| Сумуель     | бл. 1830—1801 до н. е. |                                                    |
| Нур-Адад    | бл. 1801—1785 до н. е. | сучасник Суму-ла-Ель з Вавилону                    |
| Сін-Іддінам | бл. 1785—1778 до н. е. | син Нур-Адада                                      |
| Сін-Ерібам  | бл. 1778—1776 до н. е. |                                                    |
| Сін-Ікішам  | бл. 1776—1771 до н. е. | син Сін-Ерібама                                    |
| Сіллі-Адад  | бл. 1771—1770 до н. е. |                                                    |
| Варад-Сін   | бл. 1770—1758 до н. е. | можливо правив разом з Кудар-Мабуком, його батьком |
| Рім-Сін I   | бл. 1758—1699 до н. е. | був переможений Хаммурапі, Брат Варад-Сіна         |
| Хаммурапі   | бл. 1699—1686 до н. е. | запровадив офіційне вавилонське право              |
| Самсу-Ілуна | бл. 1686—1678 до н. е. | запровадив офіційне вавилонське право              |
| Рім-Сін II  | бл. 1678—1674 до н. е. | убитий під час повстання проти Вавилону            |

## Розкопки
Ларса була знайдена в 1854 році. Ґрунтовні розкопки тут провів у 1933 році Андре Парро. Було розкопано храм Ебаббара, споруджений за Сін-Іддінама й присвячений богові Сонця Шамаш. Тоді ж було розкопано королівський палац Нур-Адада. Згодом великі розкопки тут проводили Жан Маржерон та Жан-Луї Юо (розкопки в 1976—1991 роках).

## Джерело
- A. Leo Oppenheim, Ancient Mesopotamia. Portrait of a Dead Civilization; Chicago-London, 1968